# Столетово (област Пловдив)
 За другото българско село вижте Столетово (Област Стара Загора).  
Столетово е село в Южна България. То се намира в община Карлово, област Пловдив.

## География и икономика
Столетово е разположено между Стара планина и Средна гора. Покрай него протича река Стряма. Селото е разположено на 456 m надморска височина. На 2 km северно от селото минава жп линията София–Карлово–Бургас. В Столетово живеят около 750 души. Обработваемата земя е около 4200 декара, които са заети с пшеница, ръж, ечемик, царевица, рози, лавандула, мента, маточина и овощия. Освен с растениевъдство, населението се занимава и с животновъдство. В миналото се е развивало грънчарството.
Съществували са две розоварни, първата на Шарл Гарние от 1904 г. и на кооперацията от 1935 г. Работили са и четири мелници. През 1970 г. е прекаран водопровод от Стара планина.

## История
Старото име на Столетово е Карасарлий, за което се споменава през 1577 г. като селище от нахия Гьопса в Пловдивска кааза. По това време населението на селището е турско, за което свидетелстват съществуващите до 1928 г. на запад от селото големи турски гробища. До 1925 г. на мястото на сегашното училище е разположена джамия. След освобождението на България турското население се изселва и се заселва българско население.

## Религии
Населението на Столетово изповядва източноправославно християнство. През 1895 г. е изградена църквата „Св. Димитър“.

## Обществени институции
Културният дом в селото е построен през 1954 – 1955 г. На първия му етаж е разположен салон с 238 места, сцена и гримьорни, библиотека и пощенска станция, която е открита през 1968 г. На втория етаж се намират кметството, балкона към салона и още един по-малък салон.
Tърговската сграда е построена през 1966 г. В нея се помещава магазин КООП, пенсионерски клуб, а на втория етаж има зала, която се ползва от местното население за различни мероприятия.
През 1981 г. в селото е построена здравна служба.

## Културни и природни забележителности
- Народно читалище „Христо Ботев“ – основано през 1928 година.
- Бюст-паметник на ген. Николай Столетов, на откриването му на 25 октомври 2005 г. присъства пловдивският митрополит Арсений.
- Културен клуб на пенсионера „Георги поп Райков“ – открит е на 26 октомври 2007 г.
- В центъра на селото има беседка с кладенец останала още от турско време – „Кьошек“.
- Минерална баня – минералната вода е благоприятна за лечение на кожни и нервни болести. Температурата на водата е 37 °C.

## Редовни събития
- 3 март – отбелязва се пред паметника на ген. Столетов.
- Национален фолклорен фестивал „Столетово пее и танцува“.

## Галерия
- Сградата е читалище (културен дом), в която се помещава кметство и поща
- Паркът и търговската сграда
- Училището, в което е разположена етнографска сбирка към читалището